# Grand Prix du Morbihan
De Grote Prijs van Plumelec (Frans: Grand Prix de Plumelec-Morbihan) of Dwars door de Morbihan is een eendaagse wielerwedstrijd die bij de mannen sinds 1974 jaarlijks, met enkele uitzonderingen, wordt verreden rond het Franse Plumelec in het departement Morbihan, in de regio Bretagne. De GP Plumelec is onderdeel van de UCI ProSeries en de Coupe de France. Van 1974-2007 vond de wedstrijd afwisslend in mei of juni plaats, enige uitzondering hierop is 1996 toen de koers in april werd verreden. Vanaf 2008 vond de wedstrijd telkens in mei plaats, uitgezonderd 2019 (1 juni) en 2021 (16 oktober) op de aangepaste kalender in verband met de coronapandemie. 
In 2011 kwam er een wedstrijd voor de vrouwen bij onder de noemer  Grand Prix de Plumelec-Morbihan Dames. In 2015 kwam er voor de vrouwen een extra wedstrijd bij onder de noemer La Classique Morbihan.

## Mannen

### Meervoudige winnaars
| Overwinningen | Renner            | Jaren            |
| ------------- | ----------------- | ---------------- |
| 3             | Julien Simon      | 2012, 2014, 2022 |
| 3             | Benoît Cosnefroy  | 2019, 2024, 2025 |
| 2             | Robert Alban      | 1976, 1981       |
| 2             | Peter De Clercq   | 1992, 1994       |
| 2             | Patrice Halgand   | 1999, 2000       |
| 2             | Thomas Voeckler   | 2004, 2008       |
| 2             | Samuel Dumoulin   | 2013, 2016       |
| 2             | Alexis Vuillermoz | 2015, 2017       |

### Overwinningen per land
| Overwinningen | Land                          |
| ------------- | ----------------------------- |
| 36            | Frankrijk                     |
| 6             | België                        |
| 2             | Australië                     |
| 1             | Denemarken, Duitsland, Italië |

## Vrouwen
Vanaf 2011 wordt de vrouwenkoers Grand Prix de Plumelec-Morbihan Dames verreden. In 2011 en 2012 daags voor de mannenwedstrijd, vanaf 2013 op dezelfde dag voorafgaand aan de mannenkoers. Deze wedstrijd maakte tot 2015 deel uit van de Coupe de France (Franse topcompetitie). In 2014 viel de wedstrijd in de UCI 1.2-categorie en vanaf 2015 in de 1.1-categorie. Deze wedstrijd werd telkens in mei verreden, uitgezonderd 2019 (1 juni) en 2021 (16 oktober) op de aangepaste kalender in verband met de coronapandemie. In 2012 en 2014 won de Bretonse Audrey Cordon, die afkomstig is van het departement Morbihan. 
Vanaf 2015 wordt er op de vrijdag nog een wedstrijd verreden: La Classique Morbihan, het eerste jaar in de UCI 1.2- en vanaf 2016 in de 1.1-categorie. Alle edities vonden in mei plaats. In zowel 2017 als 2018 won de Zuid-Afrikaanse Ashleigh Moolman-Pasio beide wedstrijden.

### Grand Prix de Plumelec-Morbihan Dames
| Jaar | Eerste                                    | Tweede                                    | Derde                                     |
| ---- | ----------------------------------------- | ----------------------------------------- | ----------------------------------------- |
| 2011 | Julie Beveridge                           | Siobhan Horgan                            | Karol-Ann Canuel                          |
| 2012 | Audrey Cordon                             | Aude Biannic                              | Marion Rousse                             |
| 2013 | Emmanuelle Merlot                         | Karol-Ann Canuel                          | Mélodie Lesueur                           |
| 2014 | Audrey Cordon                             | Elisa Longo Borghini                      | Charlotte Bravard                         |
| 2015 | Sheyla Gutiérrez                          | Sandrine Bideau                           | Mayuko Hagiwara                           |
| 2016 | Rachel Neylan                             | Christine Majerus                         | Elise Delzenne                            |
| 2017 | Ashleigh Moolman-Pasio                    | Alena Amialiusik                          | Shara Gillow                              |
| 2018 | Ashleigh Moolman-Pasio                    | Małgorzata Jasińska                       | Ane Santesteban                           |
| 2019 | Cecilie Uttrup Ludwig                     | Mavi García                               | Sheyla Gutiérrez                          |
| 2020 | niet georganiseerd vanwege coronapandemie | niet georganiseerd vanwege coronapandemie | niet georganiseerd vanwege coronapandemie |
| 2021 | Chiara Consonni                           | Charlotte Kool                            | Silvia Zanardi                            |
| 2022 | Ally Wollaston                            | Vittoria Guazzini                         | Grace Brown                               |
| 2023 | Grace Brown                               | Cédrine Kerbaol                           | Dominika Wlodarczyk                       |
| 2024 | Silvia Persico                            | Victoire Berteau                          | Marta Lach                                |
| 2025 | Eleonora Gasparrini                       | Elise Chabbey                             | Ségolène Thomas                           |

### La Classique Morbihan

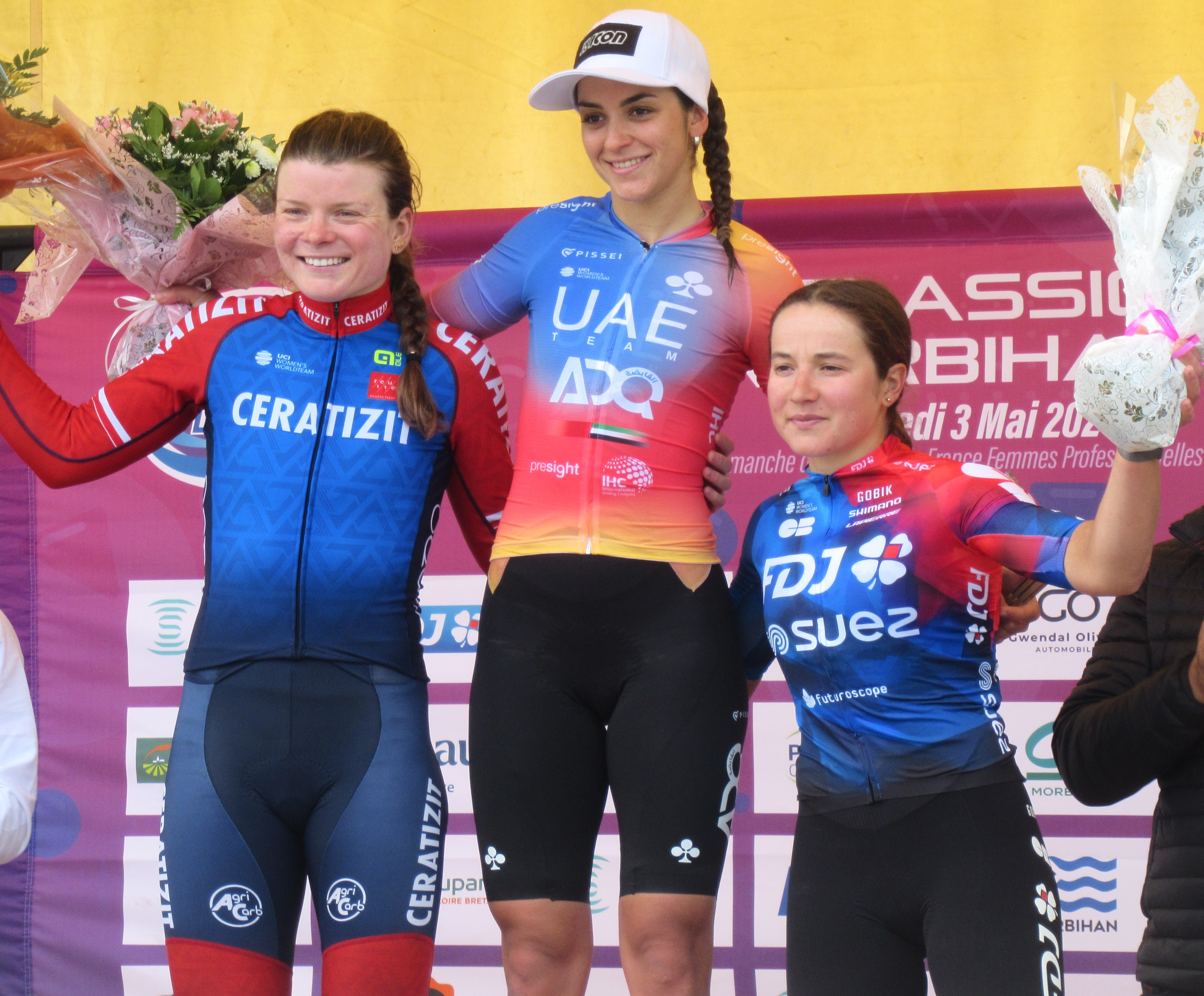
Podium van La Classique Morbihan 2024.

| Jaar | Eerste                                    | Tweede                                    | Derde                                     |
| ---- | ----------------------------------------- | ----------------------------------------- | ----------------------------------------- |
| 2015 | Chloe Hosking                             | Pascale Jeuland                           | Eider Merino                              |
| 2016 | Christine Majerus                         | Elise Delzenne                            | Amelie Rivat                              |
| 2017 | Ashleigh Moolman-Pasio                    | Alena Amialiusik                          | Cecilie Uttrup Ludwig                     |
| 2018 | Ashleigh Moolman-Pasio                    | Rasa Leleivyte                            | Alicia González                           |
| 2019 | Christine Majerus                         | Sofie De Vuyst                            | Tatiana Guderzo                           |
| 2020 | niet georganiseerd vanwege coronapandemie | niet georganiseerd vanwege coronapandemie | niet georganiseerd vanwege coronapandemie |
| 2021 | Sofia Bertizzolo                          | Valentine Fortin                          | Chiara Consonni                           |
| 2022 | Ántri Christofórou                        | Coralie Demay                             | Femke Markus                              |
| 2023 | Gaia Masetti                              | Alessia Vigilia                           | Sofia Bertizzolo                          |
| 2024 | Eleonora Gasparrini                       | Marta Lach                                | Jade Wiel                                 |
| 2025 | Eline Jansen                              | Amber Kraak                               | Giada Borghesi                            |